# Sabin Ilie
 (décembre 2010).
Si vous disposez d'ouvrages ou d'articles de référence ou si vous connaissez des sites web de qualité traitant du thème abordé ici, merci de compléter l'article en donnant les références utiles à sa vérifiabilité et en les liant à la section « Notes et références ».
Pour les articles homonymes, voir Ilie.
Sabin Bucurel Ilie est un footballeur roumain né le 11 mai 1975 à Craiova. 

## Biographie
Il est le frère d'Adrian Ilie. Beaucoup de personnes[Qui ?] qui l'ont vu jouer ont dit que Sabin est meilleur que son grand frère. Toutefois, son mauvais caractère l'a incité à manquer beaucoup d'occasions pendant sa carrière[réf. nécessaire].

## Palmarès

### Club
| National Bucarest - Championnat de Roumanie - Vice-champion : 2002. |  | \| Debrecen - Coupe de Hongrie - Finaliste : 2003. \| |
| Debrecen - Coupe de Hongrie - Finaliste : 2003.                     |  |                                                       |

| Debrecen - Coupe de Hongrie - Finaliste : 2003. |

| National Bucarest - Championnat de Roumanie - Vice-champion : 2002. |  | \| Debrecen - Coupe de Hongrie - Finaliste : 2003. \| |
| Debrecen - Coupe de Hongrie - Finaliste : 2003.                     |  |                                                       |

| Debrecen - Coupe de Hongrie - Finaliste : 2003. |

| National Bucarest - Championnat de Roumanie - Vice-champion : 2002. |  | \| Debrecen - Coupe de Hongrie - Finaliste : 2003. \| |
| Debrecen - Coupe de Hongrie - Finaliste : 2003.                     |  |                                                       |

| Debrecen - Coupe de Hongrie - Finaliste : 2003. |

| National Bucarest - Championnat de Roumanie - Vice-champion : 2002. |  | \| Debrecen - Coupe de Hongrie - Finaliste : 2003. \| |
| Debrecen - Coupe de Hongrie - Finaliste : 2003.                     |  |                                                       |

| Debrecen - Coupe de Hongrie - Finaliste : 2003. |

#### Récompenses individuelles
- Meilleur buteur du championnat de Roumanie en 1997 avec 31 buts
- Meilleur buteur du championnat en Chine de 2e division en 2008 avec 18 buts